# Ludwigstraße 14 (Bad Kissingen)

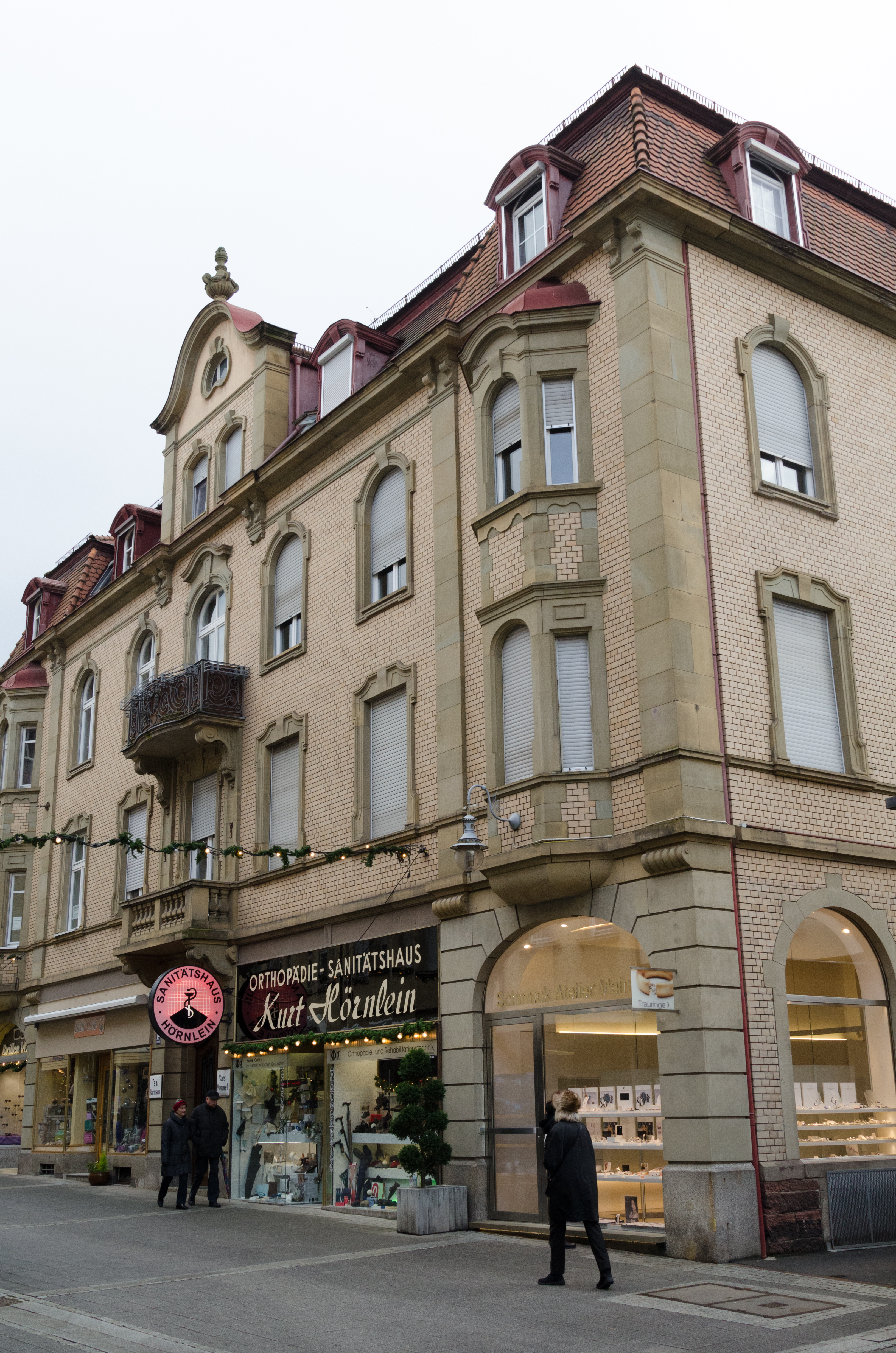
Ludwigstraße 14 in Bad Kissingen.

Das Anwesen Ludwigstraße 14 in der Ludwigstraße in Bad Kissingen, der Großen Kreisstadt des unterfränkischen Landkreises Bad Kissingen, gehört zu den Bad Kissinger Baudenkmälern und ist unter der Nummer D-6-72-114-45 in der Bayerischen Denkmalliste registriert.

## Geschichte
Das Anwesen entstand in den Jahren 1903/04 im barockisierenden Jugendstil nach Plänen des Bad Kissinger Architekten Carl Krampf. Bauherr war der Bad Kissinger Konditor Matthäus Memmel, der bei einer vom Badkommissariat im Kurgarten veranstalteten Versteigerung der Verkaufsstände den Zuschlag für die Saison 1912 erhalten hatte.
Die Konditorei in der Ludwigstraße 14 ging nach dem Tod von Matthäus Memmel im Jahr 1934 an seinen Sohn Fritz Memmel, der vorher unter anderem in Italien und Ägypten Berufserfahrungen gesammelt hatte. Zu dieser Zeit beherbergte die Konditorei die erste elektrisch betriebene Zwiebackfabrik in Bad Kissingen. Fritz Memmel eröffnete am 8. April 1939 am Anwesen eine Kolonial-Stube mit Stücken, die er während seiner Zeit in Afrika erworben hatte, und richtete einen Garten-Pavillon mit Erinnerungen an Alt-Kissingen ein.
Viele der Erinnerungsstücke gingen verloren, als das Anwesen von 1945 bis 1947 von der amerikanischen Besatzungsmacht beschlagnahmt wurde. Konditor Fritz Memmel und sein Sohn Josef Memmel fanden in dieser Zeit Unterschlupf im Café Hinsche in der Brunnengasse/Ecke Spargasse.
Konditor Fritz Memmel führte die Konditorei führte die Konditorei bis zu seinem Tod im Jahr 1949. Die Konditorei selbst wurde in der Folgezeit von verschiedenen Pächtern geleitet und bestand bis zum Ende der 1950er Jahre.
Schriftsteller Theodor Fontane erwähnte neben den Kissinger Bäckern Zoll und Messerschmitt auch Konditor Memmel in einem Gedicht, das er im Jahr 1890 in das Goldene Buch der Stadt eintrug.